# Pétrus Perlet
Pierre Étienne Perlet dit Pétrus Perlet, né le 18 juin 1804 à Lyon, et mort à Paris le 5 novembre 1843, est un peintre français.

## Biographie

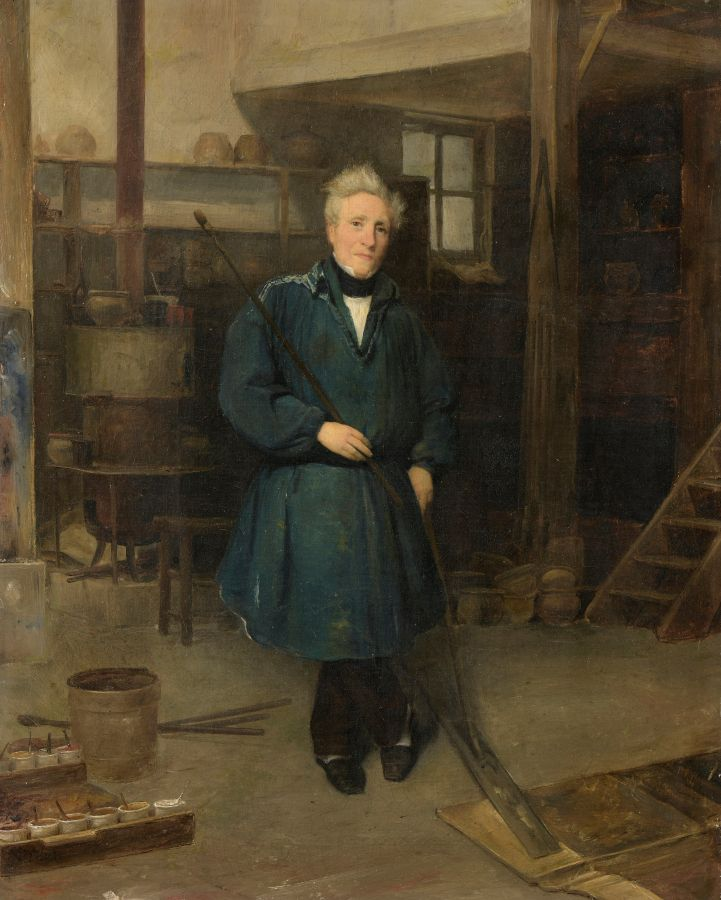
Jean-Georges Perlet, peint par son fils vers 1833

Pierre Étienne Perlet, dit Petrus, est le fils du peintre décorateur Jean-Georges Perlet (né en 1776), qui tenait à Lyon un cours de géométrie pratique, d'architecture applicable à la peinture et de perspective.

## Œuvres
- Sainte Philomène, huile sur toile, 1836, église Saint-Nizier de Lyon ;
- Émigration de Religieux de la Trappe en 1793, huile sur toile, 1838, musée des beaux-arts de Lyon[3] ;
- Christine de France, Duchesse de Savoie, huile sur toile, 1839, musée Masséna[4] ;
- La Place Saint-Nizier à Lyon, huile sur toile, musée des beaux-arts de Lyon[5] ;
- Portrait de Bénigne-Urbain du Trousset d'Héricourt, huile sur toile, musée Rolin[6].